# Cruel Country
Cruel Country è il dodicesimo album in studio del gruppo musicale statunitense Wilco, pubblicato il 17 maggio 2022.

## Tracce
Testi e musiche di Jeff Tweedy.
1. I Am My Mother – 2:35
2. Cruel Country – 3:26
3. Hints – 3:38
4. Ambulance – 3:11
5. The Empty Condor – 3:53
6. Tonight's the Day – 3:26
7. All Across the World – 3:42
8. Darkness Is Cheap – 3:19
9. Bird Without a Tail/Base of My Skull – 5:04
10. Tired of Taking It Out on You – 3:36
11. The Universe – 3:33
12. Many Worlds – 7:52
13. Hearts Hard to Find – 3:27
14. Falling Apart (Right Now) – 3:16
15. Please Be Wrong – 3:01
16. Story to Tell – 4:08
17. A Lifetime to Find – 4:07
18. Country Song Upside Down – 2:46
19. Mystery Binds – 3:08
20. Sad Kind of Way – 2:48
21. The Plains – 3:08